# جاك لويس
جاك لويس (بالإنجليزية: Jack Lewis)‏ (19 مارس 1958 في المملكة المتحدة - ) هو مدرب كرة قدم ولاعب كرة قدم بريطاني في مركز الهجوم. شارك مع منتخب ويلز تحت 21 سنة لكرة القدم. أما مع النوادي، فقد لعب مع بلاكبيرن روفرز وغريمسبي تاون ونادي دونكاستر روفرز ونادي سكاربورو ولينكولن سيتي أف سي ونادي لونغ إيتون ‏.